# Museo Huacas de Moche
El Museo Huacas de Moche, también conocido como Museo Santiago Uceda Castillo, es un museo que está situado en el departamento de La Libertad.
El 24 de junio del 2010 se inauguró el Museo de Sitio Huacas de Moche, nombre original que posteriormente fue cambiado a Museo Santiago Uceda Castillo —con Resolución Rectoral N° 1166-2018/UNT—, en homenaje al director fallecido el 14 de enero de 2018. El proyecto arqueológico Huacas de Moche es uno de los más exitosos del mundo y cuenta también con un museo que alberga todo el material cultural recuperado en las investigaciones.
El Museo Santiago Uceda Castillo es un espacio destinado a la cultura y está compuesto por cuatro elementos principales: (1) las salas de exhibición, (2) el área comunal, (3) el centro de investigación y (4) el teatro. Como vemos, no solo es un museo de sitio para la exhibición de los objetos encontrados en las excavaciones arqueológicas, sino también un centro de investigación y desarrollo comunal.